# After We Fell

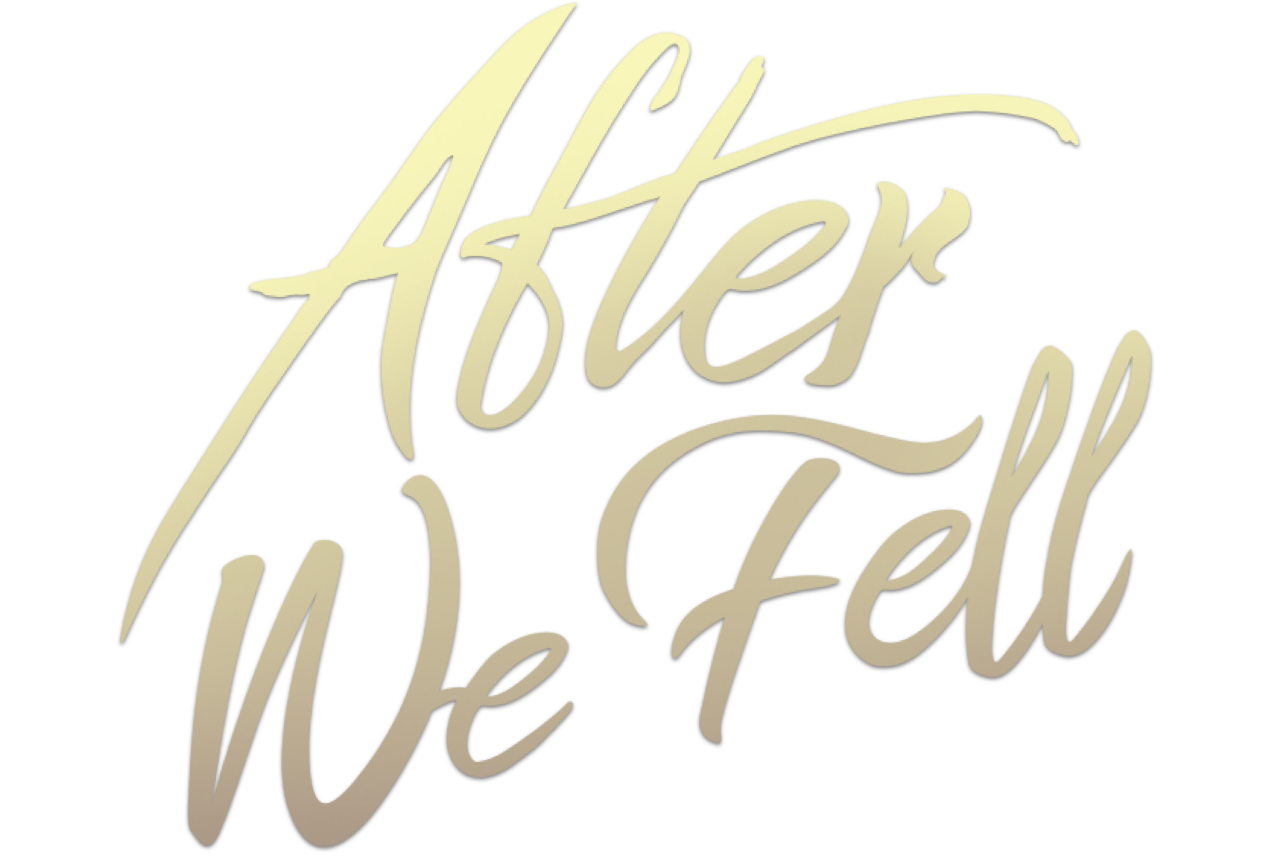
Logotip de la pel·lícula.

After We Fell és una pel·lícula de drama romàntic dels Estats Units de 2021 dirigida per Castille Landon i amb guió de Sharon Soboil. Està basada en la novel·la del mateix nom de 2014 d'Anna Todd. La protagonitzen Josephine Langford i Hero Fiennes Tiffin en els papers de Tessa Young i Hardin Scott.
La pel·lícula narra com la relació entre Tessa i Hardin es veu afectada pel trasllat de Tessa a Seattle per la seva nova feina, per l'arribada del pare de Tessa i per revelacions sobre la família de Hardin. És la tercera entrega de la franquícia After, després d'After. Aquí comença tot (2019) i After We Collided (2020) i que precedeix After Ever Happy (2020), la quarta entrega.
Es va estrenar als cinemes catalans el 3 de setembre de 2021.

## Repartiment
- Josephine Langford com a Tessa Young
  - Samantha Clare Fries com a Tessa de jove
- Hero Fiennes Tiffin com a Hardin Scott
- Carter Jenkins com a Robert
- Louise Lombard com a Trish Daniels
- Arielle Kebbel com a Kimberley
- Stephen Moyer com a Christian Vance
- Mira Sorvino com a Carol Young
- Chance Perdomo com a Landon Gibson
- Frances Turner com a Karen Scott
- Rob Estes com a Ken Scott
- Kiana Madeira com a Nora
- Atanas Srebrev com a Richard Young
- Angela Sari com a Lillian